# Lý Nghệ
Lý Nghệ (chữ Hán: 李乂, 647 – 714), tự Thượng Chân, người Phòng Tử, Triệu Châu, quan viên, nhà văn trung kỳ đời Đường.

## Khởi nghiệp
Nghệ có 2 anh trai: Lý Thượng Nhất làm đến Thanh Nguyên úy, mất sớm; Lý Thượng Trinh làm đến Bác Châu thứ sử, đều có văn tài. Nghệ sớm mồ côi, đối với các anh trai rất hiếu cẩn. Lên 12 tuổi, Nghệ bộc lộ văn tài, Trung thư lệnh Tiết Nguyên Siêu nói: “Thằng nhỏ ấy sẽ nổi tiếng.” Nghệ được cử Tiến sĩ, rồi điều làm Vạn Niên  úy. Nghệ ở Trường An 3 năm, gặp lúc Ung Châu thứ sử Tiết Quý Sưởng tuyển chọn các viên lại nhằm tiến làm ngự sử; Quý Sưởng nghe tiếng của Nghệ, cất nhắc ông làm Giám sát ngự sử. Nghệ ở chức, hặc tấu không kiêng dè.

## Thời Trung Tông
Đầu niên hiệu Cảnh Long (707 – 710), thuật sĩ Diệp Tĩnh Năng làm càn, Nghệ tố cáo việc làm gian dối của ông ta, Đường Trung Tông không nghe. Nghệ được thăng Trung thư xá nhân, Tu Văn quán học sĩ. Đế cho rằng người Giang Hoài đánh bắt thủy sản làm hại thương sanh, sai sứ giả chia đường đến đấy, lấy tiền địa phương để ‘Thục sanh’ . Nghệ nhận lệnh đi Giang Nam, bèn dâng sớ phản đối, cho rằng người Giang Hoài quen nghề chài lưới, dùng bao nhiêu tiền để chuộc cũng không đủ, lại tạo thành gánh nặng cho địa phương.

## Thời Duệ Tông
Trong hành động diệt trừ Vi hậu, triều đình hạ chiếu lệnh gấp gáp, phần nhiều đều do Nghệ soạn thảo. Việc xong, Nghệ được tiến làm Lại bộ thị lang, vẫn làm Tri chế cáo. Nghệ cùng bọn Tống Cảnh, Lư Tòng làm Điển tuyển sự, người đến xin gặp ông không ngớt, đương thời khen rằng: “Dưới Lý không có lối tắt.” Nghệ được đổi làm Hoàng môn thị lang, phong Trung Sơn quận công. Triều đình ban chế sắc không hợp lý, Nghệ lập tức phản bác không kiêng dè. Có kẻ sủng thần cầu xin quan chức, Đường Duệ Tông nói: “Trẫm không phải không cho, mà là Lý Nghệ không chịu đâu.” Khi ấy Duệ Tông cho xây dựng 2 quan Kim Tiên, Ngọc Chân, Nghệ nhiều lần dâng sớ can ngăn, Duệ Tông không nghe, nhưng cũng không phật ý. Thái Bình công chúa can thiệp triều chánh, muốn lôi kéo Nghệ, ông dứt khoát cự tuyệt.

## Thời Huyền Tông
Đầu niên hiệu Khai Nguyên (713 – 741) thời Đường Huyền Tông, Diêu Sùng làm Tử Vi lệnh, tiến cử Nghệ làm Tử Vi thị lang, bề ngoài là xem trọng hiền tài, bên trong là đặt ông dưới mình, nhằm tước bỏ quyền đốc xét và phản bác của ông, cho thấy người đương thời sợ sự sáng suốt và nghiêm khắc của Nghệ như thế nào. Chưa được lâu, Nghệ được trừ chức Hình bộ thượng thư, rồi mất, hưởng thọ 68 tuổi.

## Hậu sự
Triều đình tặng chức Hoàng môn giám, đặt thụy là Trinh. Di ngôn của Nghệ yêu cầu an táng đơn giản, không đưa về quê nhà. Nghệ tính trầm tĩnh, nhã nhặn, biết đại thể, đương thời khen ông có khí độ tể tướng. Ngày an táng, Tô Đĩnh, Tất Cấu, Mã Hoài Tố đưa tiễn, khóc rằng: “Không vì ngài mà khóc, thì còn vì ai mà khóc nữa!”

## Trước tác
Nghệ trước tác rất nhiều, đưa vào chung 1 tập với hai anh trai, gọi là Lý thị hoa ngạc tập, ngày nay vẫn còn.